# 尹世霖
尹世霖（1938年—2021年1月18日），男，山东日照人，中国儿童诗作家，北京二中教师。曾任中国作家协会儿童文学委员会委员，副主任。

## 生平
1938年出生于山东省日照市，小时候在青岛太平路小学读书。高中在北京二中就读，1953年参加了入校的第一次演讲比赛，最后得了全校第二名。高三时得了场重病，做了手术。由于耽误了学习时间，他改考了北京师范学院历史系，1957年正式入学。同年8月在团中央《辅导员》杂志上发表处女作——儿童朗诵诗《夜空飞游记》。
1961年毕业于北京师范学院历史系。毕业后被分配到高中母校任教，历任北京二中历史教研组、史地教研组、史地政教研组组长及教导处副主任，高级教师。1984年加入中国作家协会。1998年9月21日至26日，在日本东京举办了“中国当代儿童文学作家尹世霖童诗展”。
2021年1月18日20时40分，因癌症逝世，終年83歲。

## 著作
著有诗集《红旗一角的故事》、《校园朗诵诗集》、《小朋友朗诵诗》、《尹世霖儿童朗诵诗选》等。历史文学《三国兴亡》、《岳云小将真传》等。音带《金翅膀——尹世霖儿歌·童诗专辑》等。童诗电视艺术片撰稿《金色的童年》等。散文集《冷眼热游大洋东》等。